# Materialevidenskab
Materialevidenskab eller materialeteknologi er en fællesbetegnelse for forskellige videnskabelige og teknologiske aspekter ved materialers egenskaber og brug. Som begreb omfatter materialevidenskab udforskning, beskrivelse, udvikling, fremstilling og processering/bearbejdning af tekniske materialer og virkestoffer.
Materialevidenskaben er tværfaglig og baserer sig hovedsageligt på fagfeltene kemi, fysik, ingeniørfag (som elektronik og mekanik), mineralogi, krystallografi og petrologi i sin udforskning af forholdet mellem materialers struktur på molekylært og atomart niveau på den ene side, og deres makroskopiske egenskaber på den anden side. Med stigende anvendelse af nanoteknologi indenfor diverse fagområder, er materialevidenskaben blevet et stort satsningsområde for mange universiteter.
Materialerne som bliver omtalt indenfor materialevidenskaben, kan ofte inddeles i fire hovedkategorier: keramikker, polymerer, metaller og halvledere.